# Mary Gu
Mary Gu, pseudonimo di Marija Vjačeslavovna Gusarova, coniugata Bogojavlenskaja (in russo Богоявленская?) (in russo Мария Вячеславовна Гусарова?; Pochvistnevo, 17 agosto 1993), è una cantante russa.

## Biografia
Mary Gu si è fatta conoscere con l'album in studio d'esordio Disnej, uscito nel marzo 2020 e contenente il brano dal moderato successo radiofonico omonimo.
Asteroid (2020) ha segnato il suo primo ingresso nella top 100 nazionale. Nell'aprile 2021 vengono resi disponibili gli EP Chorošee i plochoe e Plochoe i chorošee. Kalifornija (2022) è stato il suo singolo col miglior posizionamento nella hit parade russa della Tophit (41º posto).
Luvcore, secondo disco in studio, è stato presentato nel febbraio 2024, è stato promosso da una tournée ed è stato anticipato dagli estratti Sneg, Zasypaj e Tolstovka. Lo stesso è stato riconosciuto col premio Novoe Radio al miglior album.

## Discografia

### Album in studio
- 2020 – Disnej
- 2024 – Luvcore

### EP
- 2018 – Grustnyj motiv
- 2021 – Chorošee i plochoe
- 2021 – Plochoe i chorošee
- 2023 – Akustika

### Singoli
- 2018 – Aj-Petri (con Dragin)
- 2018 – Ja ne proščaju
- 2019 – Papa
- 2019 – Magnolija
- 2019 – 17
- 2019 – Svežie rany (con Asammuell)
- 2019 – Ty moja slabost'
- 2019 – Grustnyj Novyj god
- 2020 – Pjanyj romantik
- 2020 – Nežnost'
- 2020 – Asteroid
- 2021 – Ja v momente 2 (con Džarachov)
- 2021 – Kislorod
- 2021 – Cholodno ne budet (con Mot)
- 2022 – Esli v serdce živët ljubov'
- 2022 – Ne peregori
- 2022 – Spasibo (con Dose)
- 2022 – Nevesta
- 2022 – Kalifornija
- 2022 – Dva vystrela (con Mayot)
- 2023 – Grustno i točka
- 2023 – Ja tebja tože
- 2023 – Obožaj
- 2023 – Sneg
- 2023 – Zasypaj (con Ramil')
- 2024 – Tolstovka (con OG Buda)
- 2024 – Snidrom otmeny (con Zabej e Leročka)
- 2024 – Ajs (con Mayot)
- 2024 – Sokrovišče
- 2024 – S ljubimymi ne rasstavajtes'
- 2024 – Slomannaja igruška
- 2025 – Pozvoni mne, pozvoni
- 2025 – Vsë budet chorošo
- 2025 – Staneš' lučše
- 2025 – Zabyt' tebja